# Tycherus gracilis
Tycherus gracilis là một loài tò vò trong họ Ichneumonidae.